# 名古屋市電野立築地口線
野立築地口線（のだてつきじぐちせん）は、かつて愛知県名古屋市に存在した、名古屋市電の路線（路面電車）の一つである。同市熱田区の日比野停留場から港区の築地口停留場までを結んでいた。

## 歴史
野立築地口線、別名“博覧会線”は名古屋汎太平洋平和博覧会開催に伴う市電の輸送力増強のために建設された路線である。博覧会開催に先立つ1937年（昭和12年）3月11日に開通し、築港線とともに会場までの輸送を担った。市電路線網のうち、中村・押切・浄心方面および上前津・新栄町・大曽根方面の一部が野立築地口線経由で博覧会場北門・西門・南門に到達した。
野立築地口線および築港線築地口 - 名古屋港間は建設予定の2号線（現・名港線）日比野 - 名古屋港間の直上を走っていたため、地下鉄延伸工事開始に伴い廃止された。

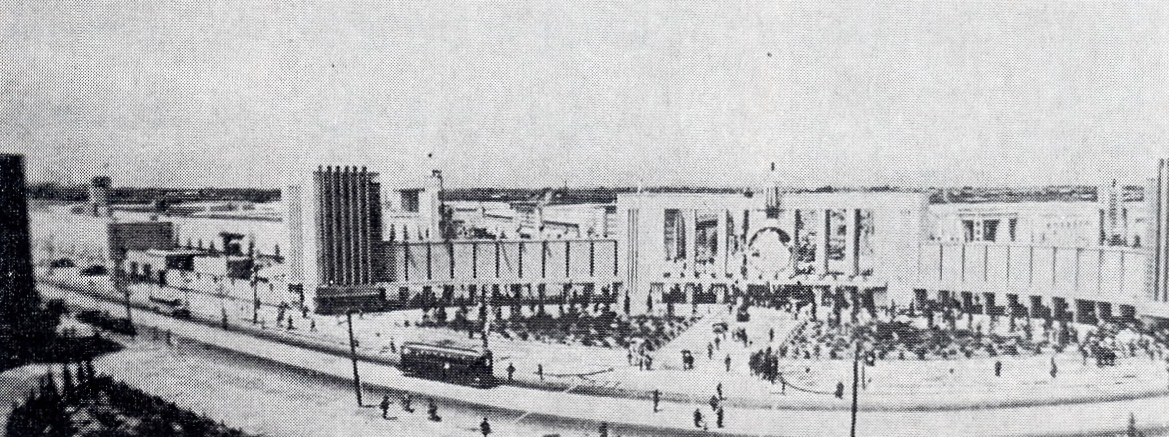
博覧会西会場正面玄関。手前を走っているのが野立築地口線。博覧会開催中はここに降車専用の中央門電停が臨時に設けられた。

### 年表
特記なき項は『日本鉄道旅行地図帳』7号を典拠とする。
- 1937年（昭和12年）3月11日 - 開通。
- 1969年（昭和44年）2月20日 - 廃止。

## 停留場
| 停留場名     | 読み                       | キロ程 | 接続路線                   |
| ------------ | -------------------------- | ------ | -------------------------- |
| 日比野       | ひびの                     | 0.0    | 名古屋市電：下江川線       |
| 西郊通六丁目 | さいこうどおりろくりょうめ | 0.5    |                            |
| 六番町       | ろくばんちょう             | 1.1    |                            |
| 六番町六丁目 | ろくばんちょうろくちょうめ | 1.5    |                            |
| 七番町       | ななばんちょう             | 1.9    |                            |
| 東海通       | とうかいどおり             | 2.3    |                            |
| 港車庫前     | みなとしゃこまえ           | 2.9    |                            |
| 港区役所     | みなとくやくしょ           | 3.5    |                            |
| 築地口       | つきじぐち                 | 4.0    | 名古屋市電：築港線・築地線 |